# Renārs Uščins

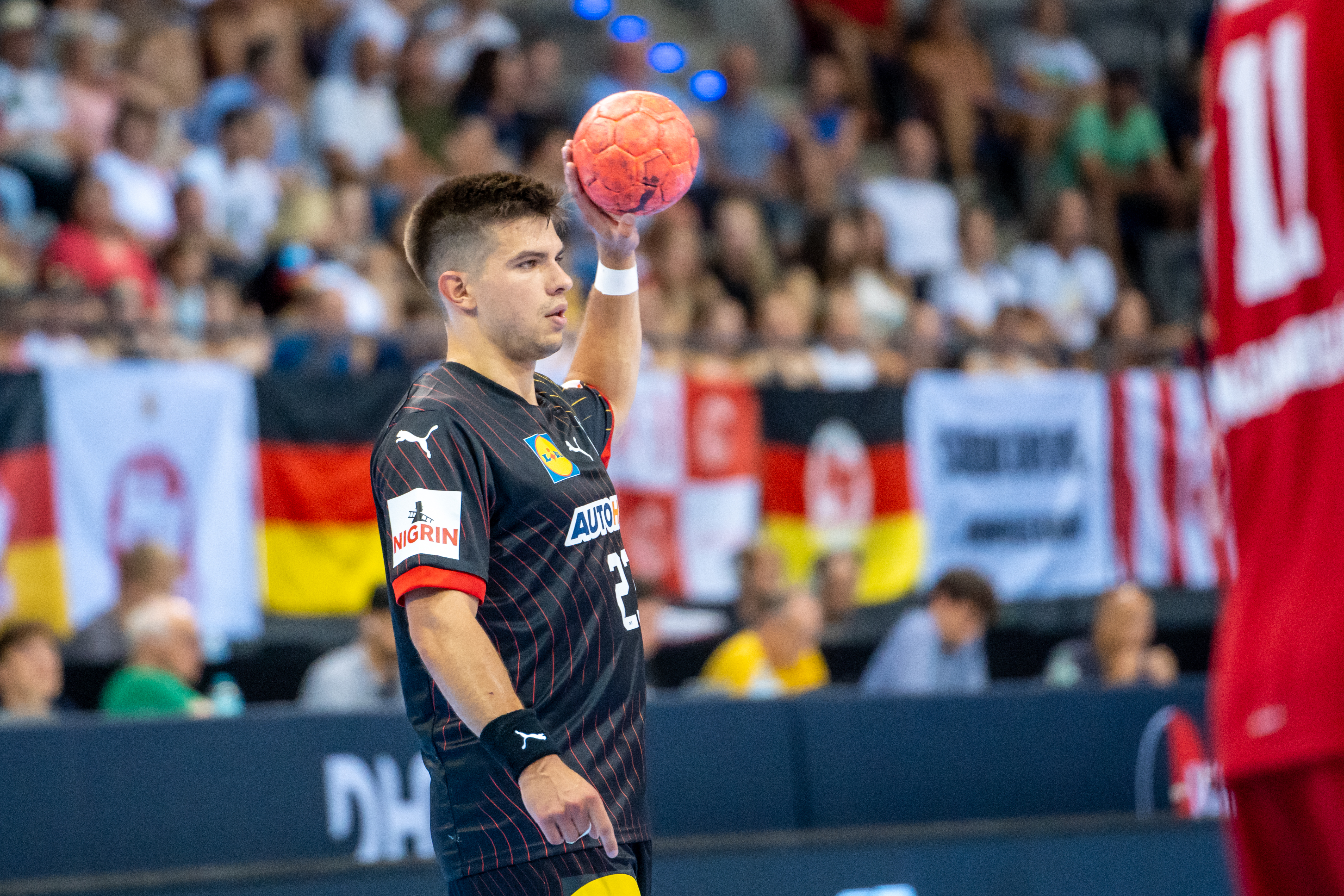
Uščins avec l'Allemagne en 2024.

Renārs Uščins, né le 29 avril 2002 à Cēsis en Lettonie, est un joueur international allemand de handball. Il évolue au poste d' arrière droit.
Il se révèle notamment avec l'Allemagne à l'occasion des Jeux olympiques de 2024 : décisif lors du quart de finale face à la France avec ses 14 buts marqués, il apporte une contribution essentielle à la médaille d'argent remportée par les Allemands, Uščins étant élu dans l'équipe-type de la compétition.

## Biographie
En 2005, son père, le handballeur letton Armands Uščins (en), rejoint l'Allemagne pour évoluer en 2. Bundesliga au Dessau-Roßlauer HV (de).
En 2015, à 13 ans, il rejoint les équipes jeunes du SC Magdebourg. S'il se montre à son avantage dans les différentes catégories jeunes au point d'être retenu régulièrement dans les équipes nationales allemandes, il ne parvient pas à s'imposer dans l'équipe professionnelle du SC Magdebourg, il est prêté 6 mois en 2021 au Bergischer HC et réalise une fin de saison intéressante en marquant 33 buts en 1. Bundesliga. De retour à SC Magdebourg, il n'est retenu avec l'équipe professionnelle qu'à l'occasion de 4 matchs en championnat et en coupe d'Allemagne et ne joue qu'un rôle secondaire dans le titre de champion d'Allemagne en 2022 remporté par Magdebourg vingt-et-un ans après le premier. En 2022, il signe alors au TSV Hannover-Burgdorf et joue un rôle décisif dans la sixième place du club en Championnat.

## Palmarès

### Clubs
Compétitions nationales
- néant

### Sélections nationale
Senior
- 4e place au championnat d'Europe 2024
- Médaille d'argent aux Jeux olympiques de 2024 à Paris

Junior et jeunes
- Médaille d'or au championnat d'Europe U19 2021 (en)
- Médaille d'or au championnat du monde junior 2023 (en)

### Distinctions personnelles
- élu meilleur arrière droit du championnat d'Europe U19 2021 (en)
- élu meilleur arrière droit des Jeux olympiques de 2024